# Dischistocalyx alternifolius
Dischistocalyx alternifolius là một loài thực vật có hoa trong họ Ô rô. Loài này được Champl. & Lejoly mô tả khoa học đầu tiên năm 2003.